# Eustala wiedenmeyeri
Eustala wiedenmeyeri är en spindelart som beskrevs av Schenkel 1953. Eustala wiedenmeyeri ingår i släktet Eustala och familjen hjulspindlar.
Artens utbredningsområde är Venezuela. Inga underarter finns listade i Catalogue of Life.